# Rafael Becker
Rafael da Silveira Becker (São Paulo-SP, 2 de Abril de 1991) é um golfista brasileiro.

## Títulos

### Torneios Amadores
Individuais
- Torneio amador do Brasil: 2010,[1] 2011,[2] 2012[3]

Por equipes
- - Eisenhower Trophy: 2010, 2012

### Torneios Profissionais (2-0)

#### PGA Tour Latinoamérica (1-0)
| No. | Data       | Torneio          | Placar                | Margem da vitória | Adversário                | Ref.  |
| --- | ---------- | ---------------- | --------------------- | ----------------- | ------------------------- | ----- |
| 1   | 9 Nov 2014 | Aberto do Brasil | −14 (67-66-67-62=262) | 3 strokes         | Ariel Cañete, Joel Dahmen | [ 4 ] |

#### Circuito Brasileiro de Golfe (1-0)
| No. | Data        | Torneio      | Placar   | Margem da vitória | Adversário      | Ref.  |
| --- | ----------- | ------------ | -------- | ----------------- | --------------- | ----- |
| 1   | 23 Ago 2014 | Porto Alegre | −8 (202) | Playoff           | Mauricio Molina | [ 5 ] |

### Eventos Multidespotivos
- Medalha de Ouro: Jogos Mundiais Militares (Equipes masculino)
- Medalha de Bronze: Jogos Mundiais Militares (Individual masculino)

## Conquistas Individuais
- 2012 - Missouri Valley Conference Player of the Year